# Mặt trận Giải phóng Hồi giáo Moro
Mặt trận Giải phóng Hồi giáo Moro (MILF) (tiếng Ả Rập: جبهة تحرير مورو الإسلامية, Jabhat Tahrir Mooroo al-Islamiyyah) là một nhóm theo chủ nghĩa Hồi giáo ở miền nam Philippines. Các thành viên của nhóm này hầu hết hoạt động tại vùng Bangsamoro gồm một phần đảo Mindanao, quần đảo Sulu, Palawan, Basilan và các hòn đảo lân cận khác.

## Lịch sử

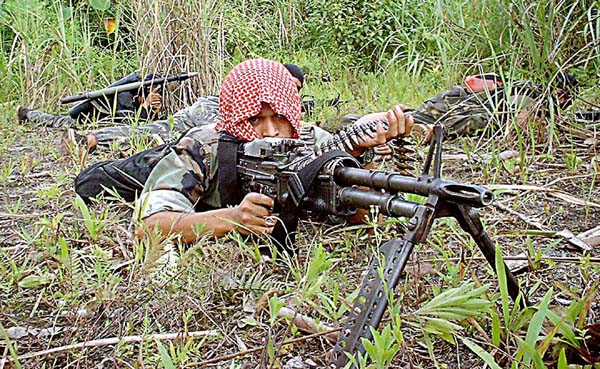
Một chiến binh của MILF cầm một súng máy M60.

Mặt trận Giải phóng Dân tộc Moro (MNLF) là một tổ chức theo chủ nghĩa Hồi giáo được thành lập vào thập niên 1960 sau thảm sát Jabidah, mục đích của tổ chức này là đòi quyền tự trị lớn hơn cho khu vực Bangsamoro ở miền nam Philippines. MNLF đã sử dụng các cuộc tấn công khủng bố để đạt được mục tiêu của họ. Chính quyền trung ương ở Manila đã đưa quân đến miền Nam Philippines để kiểm soát tình hình nổi dậy. Năm 1976, nhà lãnh đạo Lybia Muammar Gaddafi đã làm trung gian đàn phán giữa chính phủ Philippine và lãnh đạo của MNLF là Nur Misuari, dẫn đến việc ký kết Hiệp định Tripoli MNLF-GRPH vào năm 1976 mà theo đó MNLF chấp thuận đề nghị của chính phủ Philippines về quyền bán tự trị cho khu vực.
Việc ký kết hiệp định này đã gây ra rạn nứt nghiêm trọng trong giới lãnh đạo MNLF, dẫn đến việc hình thành một nhóm ly khai vào năm 1977 của Hashim Salamat và 57 chỉ huy trong MNLF. Nhóm này ban đầu được gọi là "Lãnh đạo Mới". Misuari đã trục xuất Salamat vào tháng 12 năm 1977, sau đó Salamat chuyển trụ sở tổ chức của mình đến Cairo, Ai Cập và đến năm 1980 thì chuyển đến Lahore, Pakistan, và tại đây họ tiến hành các hoạt động ngoại giao. Tổ chức này chính thức thành lập vào năm 1984 với tên gọi Mặt trận Giải phóng Hồi giáo Moro. Muammar Gaddafi trở thành một người ủng hộ lâu dài của MILF sau khi tổ chức này xuất hiện.
Vào tháng 1 năm 1987, MNLF chấp thuận đề nghị bán tự trị của chính phủ Philippines cho khu vực Bangsamoro tranh chấp, dẫn đến việc thành lập Khu tự trị Hồi giáo Mindanao sau đó. Tuy nhiên, MILF đã từ chối chấp thuận đề nghị này và tiếp tục các hoạt động nổi dậy của họ. Chính phủ Manila và MILF đã ký kết một thảo thuận dừng toàn bộ chiến sự vào tháng 7 năm 1997 song thỏa thuận đã bị quân đội Philippines bãi bỏ vào năm 2000 trong thời gian cầm quyền của Tổng thống Joseph Estrada. Để đáp lại, MILF tuyên bố một cuộc thánh chiến chống lại chính phủ, cùng công dân và những người ủng hộ chính phủ. Trong thời gian cầm quyền của Tổng thống Gloria Arroyo, chính phủ trung ương đã tiến tới một thỏa thuận ngừng bắn với MILF và nối lại các cuộc đàm phán hòa bình.
Mặc dù đã có các cuộc đàm phán và thỏa thuận ngừng bắn, MILF vẫn tấn công quân đội chính phủ ở Maguindanao dẫn đến ít nhất 23 trường hợp thiệt mạng trong tháng 1 năm 2005. Quân MILF và Abu Sayyaf đã tham gia vào những trận chiến ác liệt, trong đó quân đội chính phủ đã phải sử dụng pháo hạng nặng để tấn công phiến quân.
Chính phủ Philippines quy kết các thành viên MILF là thủ phạm trong vụ đánh bom sân bay Davao năm 2003, điều này đã làm dấy lên các ý kiến cho rằng các cuộc đàm phán hòa bình sẽ không thể mang đến hòa bình cho Mindanao nếu như MILF không thể kiểm soát các hành động của họ. MILF đã bác bỏ việc họ có liên hệ với nhóm khủng bố Jemaah Islamiyah, mặc dù Jemaah Islamiyah được cho là đã cung cấp cho MILF các tiện nghi đào tạo trong khu vực tổ chức này kiểm soát. MILF cũng tiếp tục phủ nhận rằng họ có mối quan hệ với Al-Qaeda, mặc dù thừa nhận có gửi khoảng 600 tình nguyện viên đến các trại huấn luyện của Al-Qaeda tại Afghanistan và rằng Osama Bin Laden đã gửi tiền đến Philippines, song nhóm này phủ nhận việc đã trực tiếp nhận bất kì khoản tiền nào.
Từ ngày 28 tháng 6 đến 6 tháng 7 năm 2006, đã có tường thuật về xung đột giữa MILF và các tình nguyện viên dân sự có vũ trang của tỉnh trưởng tỉnh Maguindanao Andal Ampatuan, Sr. được quân đội Philippines ủng hộ. Các cuộc giao tranh bắt đầu khi tỉnh trưởng Ampatuan quy trách nhiệm cho MILF trong một vụ tấn công đánh bom vào ngày 23 tháng 6 nhằm vào đoàn xe hộ tống của ông, sát hại 5 người trong đoàn. MILF phủ nhận mình có liên quan song Ampatuan đã cử cảnh sát và các tình nguyện viên dân sự đến bắt giữ các thành viên của MILF có liên hệ với vụ tấn công. Bốn nghìn gia đình được tường thuật là đã phải sơ tán do giao chiến và cuộc xung đột chấm dứt bằng một thỏa thuận ngừng bắn được ký kết vào ngày 10-11 tháng 7 cùng năm.
Tháng 3 năm 2007, chính phủ Philippines đã đề nghị công nhận quyền tự quyết của người Moro, một việc chưa từng được thực hiện trong ba thập niên xung đột.
Tuy nhiên vào ngày 12 tháng 7 năm 2007, các chiến binh Hồi giáo tại đảo Basilan ở miền Nam Philippines đã sát hại 14 thủy quân lục chiến, trong đó 11 người bị chặt đầu, còn 9 thủy quân lục chiến khác bị thương và 4 phiến quân bị giết. Cuộc giao tranh xảy ra khi các binh sĩ thủy quân lục chiến đang tìm kiếm linh mục người Ý Giancarlo Bossi bị bắt cóc từ ngày 10 tháng 6 năm 2007. Một chỉ huy của MILF đã xác nhận rằng một số thành viên của tổ chức đã tham gia vào trận đấu súng, bất chấp việc đã có thỏa thuận hòa bình với chính phủ Philippine. Mohagher Iqbal, nhà đàm phán trưởng của MILF, đã phủ nhận việc tổ chức chức của ông phải chịu trách nhiệm cho các vụ chặt đầu và bắt cóc linh mục. Ngày 19 tháng 7 năm 2007, mặc dù không có tiền chuộc, Giancarlo Bossi đã được trả tự do. Nhà chức trách Philippines đã mô tả những kẻ bắt cóc ông là những thành viên của Abu Sayyaf. Các cơ quan chính phủ quy trách nhiệm cho một chỉ huy phản bội của MILF trong vụ bắt cóc.
Ngày 7 tháng 10 năm 2012, Tổng thống Benigno Aquino đã công bố một hiệp định hòa bình với MILF và nói rằng "Hiệp định khung này sẽ mở đường cho một nền hòa bình cuối cùng và lâu dài ở Mindanao,". Phó chủ tịch của MILF là Ghazali Jaafar được trích lời nói rằng "Chúng tôi rất hài lòng. Chúng tôi cảm ơn Tổng thống về điều này." Hiệp định tự trị sẽ được thực hiện dần dần và cũng sẽ đổi tên khu vực tự trị thành Bangsamoro theo tên người Moro.